# Wiesław Blaschke

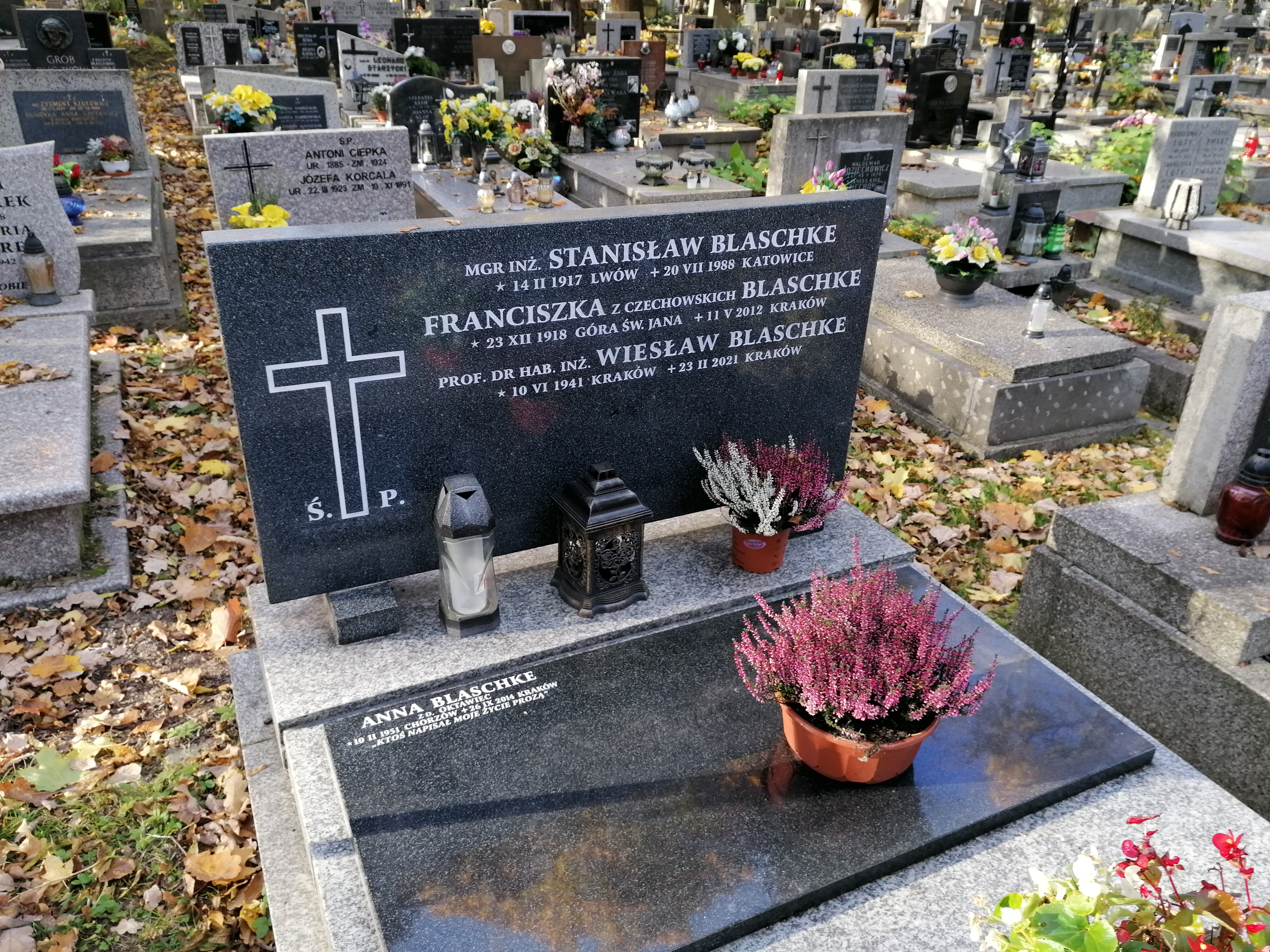
Grób Wiesława Blaschke na cmentarzu Rakowickim w Krakowie

Wiesław Stanisław Blaschke (ur. 10 czerwca 1941 w Krakowie, zm. 23 lutego 2021 tamże) – inżynier, nauczyciel akademicki, profesor doktor habilitowany.

## Życiorys
W 1963 ukończył studia na Wydziale Górniczym Akademii Górniczo-Hutniczej w Krakowie ze specjalnością przeróbka mechaniczna. W 1972 uzyskał na tej uczelni stopień doktora, a w 1983 habilitację. W 2000 otrzymał tytuł naukowy profesora.
Pracował jako stażysta w kopalni „Ziemowit” w Lędzinach oraz „Wesoła” i „Dębieńsko” oraz w Jastrzębsko-Mikołowskim Zjednoczeniu Przemysłu Węglowego. W 1963 został asystentem w Katedrze Przeróbki Mechanicznej Kopalin AGH. W latach 1974–1976 pełni funkcję dyrektora do spraw nauki w Instytucie Przeróbki i Wykorzystania Surowców Mineralnych AGH. Pracował także w Polskiej Akademii Nauk.
Był wiceprezesem Węglozbytu (1995–1997) oraz doradcą prezesów PAWK-PARG (1997–2003). Następnie został profesorem nadzwyczajnym w Katedrze Przeróbki Kopalin i Utylizacji Odpadów Politechniki Śląskiej w Gliwicach. Pełnił funkcję profesora, kierując także Zakładem Ekonomiki i Badań Rynku Paliwowo-Energetycznego w Instytucie Gospodarki Surowcami Mineralnymi i Energią PAN (w latach 1988–1993 był w nim zastępcą dyrektora do spraw nauki). W 2004 został doradcą Samoobrony RP ds. górnictwa.
Był członkiem Naczelnej Organizacji Technicznej, Polskiej Akademii Umiejętności, Krakowskiego Towarzystwa Technicznego, Polskiego Towarzystwa Przeróbki Kopalin, charytatywnej organizacji Lions Club Kraków Stare Miasto. W 2009 został prezesem Stowarzyszenia Inżynierów i Techników Górnictwa.
Był autorem ponad 350 publikacji (w tym 40 referatów prezentowanych za granicą) i 120 opracowań naukowo-badawczych. Pełnił wiele funkcji w radach redakcyjnych czasopism: „Przegląd Górniczy”, „Gospodarka Surowcami Mineralnymi”, „Polityka Energetyczna”, „Technika Poszukiwań Geologicznych”, „Czasopismo Techniczne”, „Fizykochemiczne Problemy Mineralurgii”, „Biuletyn Górniczy GIPH”, „Inżynieria Mineralna”.

## Odznaczenia
Został odznaczony Krzyżem Kawalerskim i Krzyżem Oficerskim Orderu Odrodzenia Polski (2003).